# Tarbinskia
Tarbinskia is een geslacht van rechtvleugeligen uit de familie Dericorythidae. De wetenschappelijke naam van dit geslacht is voor het eerst geldig gepubliceerd in 1950 door Mishchenko.

## Soorten
Het geslacht Tarbinskia omvat de volgende soorten:
- Tarbinskia afghana Bey-Bienko, 1963
- Tarbinskia cognata Mishchenko, 1950
- Tarbinskia kittaryi Tarbinsky, 1931
- Tarbinskia sugonjaevi Stolyarov, 1968